# 16. Panzer-Division
La 16. Panzer-Division era una divisione corazzata della Wehrmacht, che si distinse per combattività durante tutta la seconda guerra mondiale. Coinvolta nella catastrofe di Stalingrado e qui interamente distrutta, la divisione venne ricostituita nel 1943, continuando a battersi validamente fino al termine della guerra.
Ufficiali famosi delle Panzertruppen che combatterono anche nei ranghi della 16. Panzer-Division furono: Hans-Valentin Hube, Rudolf Sieckenius, Hyazinth von Strachwitz, Friedrich-August von Brühl, Hannibal von Luttichau e Bernd Freytag von Loringhoven.

## Storia
| Luogo                            | Periodo             |
| Germania                         | nov 1940 - dic 1940 |
| Romania                          | dic 1940 - giu 1941 |
| Fronte orientale, settore sud    | giu 1941 - nov 1942 |
| Stalingrado                      | nov 1942 - feb 1943 |
| Francia                          | mar 1943 - giu 1943 |
| Italia                           | giu 1943 - nov 1943 |
| Fronte orientale, settore centro | nov 1943 - mar 1945 |
| Repubblica Ceca                  | mar 1945 - mag 1945 |

### Origini
La divisione venne attivata nel novembre 1940, nel quadro del programma dell'Alto comando della Wehrmacht di raddoppio delle forze corazzate tedesche in vista dell'invasione dell'Unione Sovietica, a partire dai quadri della 16. Divisione di fanteria. La nuova unità venne reclutata principalmente in Vestfalia, all'interno del Wehrkreis VI con sede a Münster.

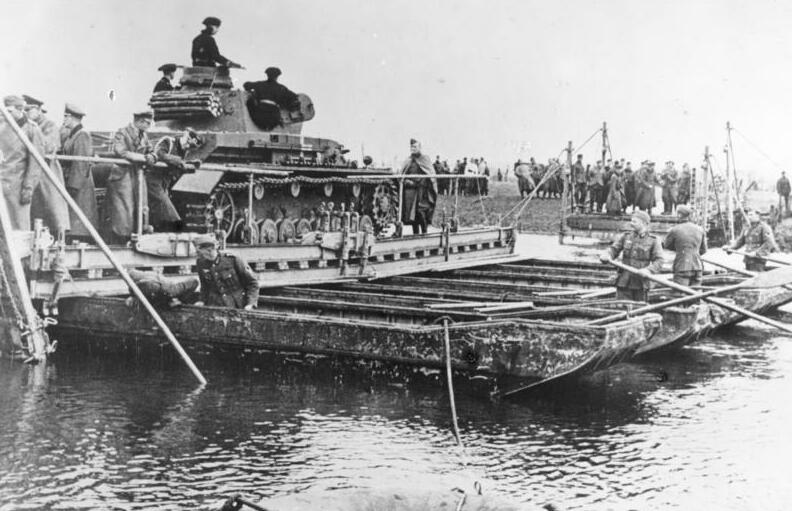
I panzer del Panzer-Regiment 2 attraversano la Mosa a Sedan il 14 maggio 1940.

Per costituire la sua forza meccanizzata, la formazione aggregò invece un reggimento corazzato proveniente dalla 1. Panzer-Division: il Panzer-Regiment 2, unità particolarmente prestigiosa, originata dalla trasformazione del vecchio reggimento di corazzieri della Guardia del re di Prussia e costituita da una maggioranza di ufficiali provenienti dalla nobiltà terriera prussiana. Il Panzer-Regiment 2 si era già distinto in azione durante la campagna di Francia del 1940, dove le sue Panzerkompanie avevano attraversato per prime la Mosa a Sedan e avevano vinto la battaglia di carri a Bulson del 14 maggio 1940, svolgendo un ruolo fondamentale nello sfondamento del fronte francese.
La 16. Panzer-Division si portò subito in Romania per collaborare con l'esercito rumeno e per organizzare una base di operazioni nei Balcani (pur non partecipando all'operazione Marita).

### Operazione Barbarossa
Nel giugno 1941, la 16. Panzer-Division (dotata di 45 Panzer II, 72 Panzer III e 20 Panzer IV) partecipò all'operazione Barbarossa, inquadrata nel Gruppo d'armate Sud, XIV. Panzerkorps, distinguendosi, guidata dall'energico generale Hans-Valentin Hube, per slancio e valore. Dopo un'avanzata-lampo iniziale, combatté a Dubno (un grande scontro di carri armati) accanto all'11. Panzer-Division, infliggendo pesanti perdite ai corpi meccanizzati sovietici che tentavano di contrattaccare: gli equipaggi dei suoi panzer rivendicarono il numero quasi incredibile di 293 carri nemici distrutti in quattro giorni.

L'avanzata della divisione continuò: dopo aver deviato a sud per chiudere la sacca di Uman', la formazione corazzata raggiunse e conquistò l'importante porto sul Mar Nero di Nikolaev; mentre nel settembre 1941 la temuta Panzer-Division partecipò alla grande battaglia di Kiev, congiungendosi da sud con la 3. Panzer-Division del generale Model proveniente da nord (Panzergruppe 2 di Guderian) e svolgendo un ruolo decisivo per la vittoria tedesca.
Dopo la spettacolare vittoria la divisione corazzata proseguì l'avanzata verso il Donec, prima di essere costretta a passare sulla difensiva nel novembre 1941; la dura battaglia invernale 1941-1942 avrebbe provato le forze della 16. Panzer-Division (sottoposta a continui e sanguinosi attacchi dei sovietici) come di tutte le unità dell'Esercito tedesco all'est.

### La disfatta a Stalingrado
Dopo la sfibrante battaglia invernale, la divisione, sempre guidata dal generale Hube, venne completamente riorganizzata e potenziata con l'afflusso di nuovi Panzer III e IV con cannoni lunghi 50 mm/L60 e 75 mm/L43. Il morale tornò alto e la 16ª Panzer ebbe nuovamente un ruolo cruciale durante la seconda battaglia di Kharkov dove, inquadrata nel III Panzerkorps del generale von Mackensen (insieme alla 14. Panzer-Division) riuscì a tagliare fuori le forze sovietiche, passate incautamente all'offensiva, riuscendo a distruggerle totalmente.

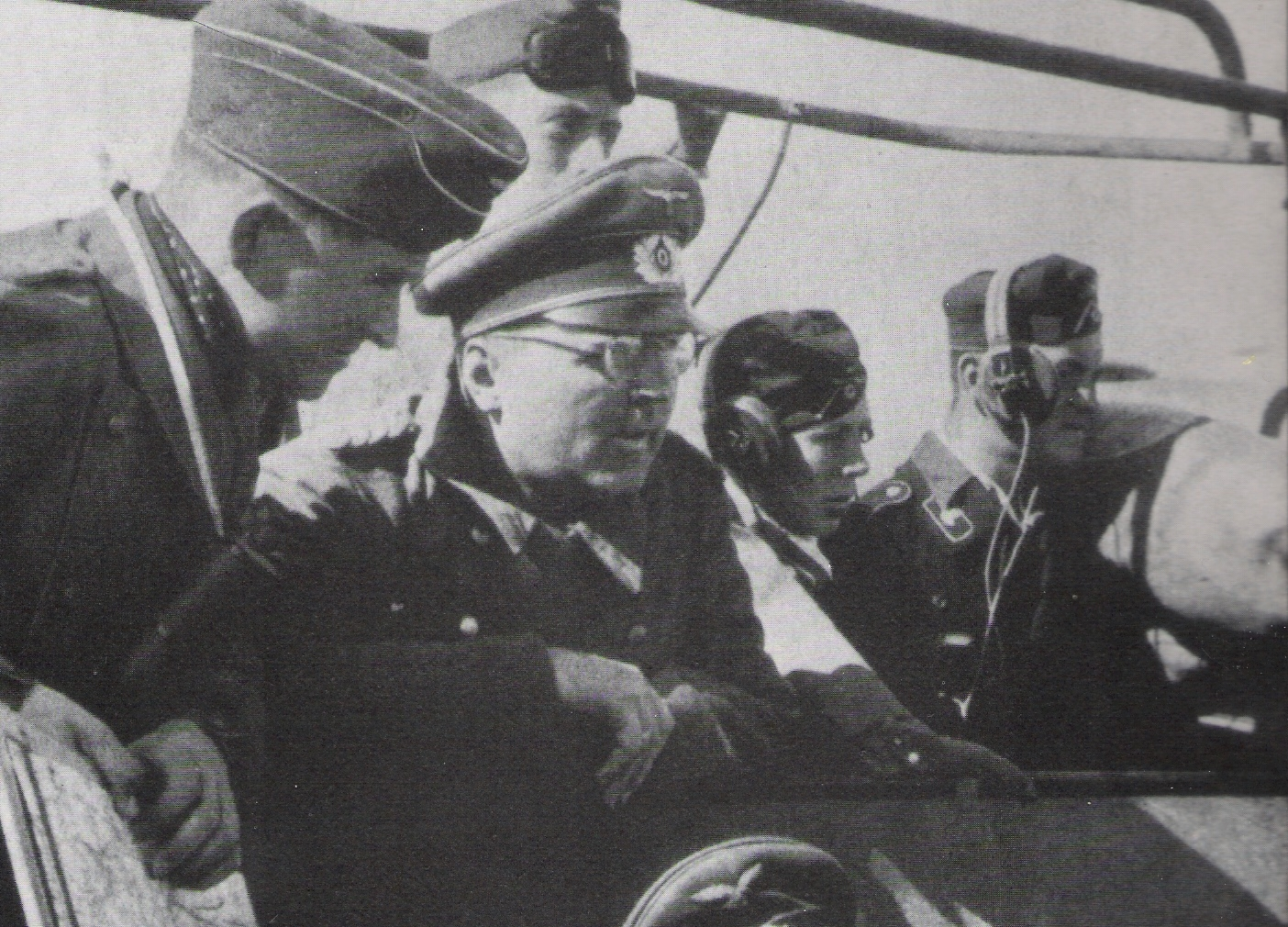
23 agosto 1942: il generale Hans-Valentin Hube dirige le operazioni delle unità corazzate della 16. Panzer-Division alla periferia settentrionale di Stalingrado.

Durante l'operazione Blu la divisione passò agli ordini del XIV Panzerkorps, inizialmente nella 1. Panzerarmee in marcia verso Millerovo e poi nella 6. Armee del generale Friedrich Paulus, impegnata nell'importante offensiva verso la grande ansa del Don e poi verso il Volga e Stalingrado. Durante le battaglie di luglio nell'ansa del Don, la 16. Panzer-Division diede nuovamente splendida prova di sé e, insieme alla 24. Panzer-Division, partecipò con successo alle manovre tedesche che permisero di avanzare ulteriormente fino al fiume.

Sotto la vigorosa guida del generale Hube (ufficiale monco dalla Grande guerra, particolarmente stimato dalle truppe e brillante condottiero di truppe corazzate). la 16. Panzer-Division guidò il 23 agosto 1942 la grande corsa verso il Volga che, dopo aver superato una debole resistenza, venne raggiunto la sera stessa a nord di Stalingrado.
Il periodo delle grandi vittorie era però finito: contrattaccata da nord e da sud, la divisione si trovò in grave difficoltà (isolata sulle rive del Volga) e venne disimpegnata solo dopo duri combattimenti. Mentre nell'abitato di Stalingrado iniziavano i furiosi combattimenti urbani che avrebbero progressivamente dissanguato le forze della 6. Armee, per due mesi la formazione venne impegnata in parte nella conquista (peraltro non riuscita) del sobborgo settentrionale di Rynok e soprattutto per bloccare i vari tentativi di contrattacco sovietici da nord (nel corridoio Don - Volga). La divisione corazzata ottenne in questo settore ripetute vittorie difensive, infliggendo gravi perdite di mezzi corazzati alle forze nemiche impiegate spesso in scriteriate cariche frontali contro le posizioni anticarro tedesche.
La catastrofe del 19 novembre 1942 colse di sorpresa anche la 16. Panzer-division, equipaggiata con 50 carri armati: frettolosamente dirottata verso ovest per impedire la manovra d'accerchiamento sovietica, giunse in ritardo e insieme alle altre unità mobili della 6. Armee non ottenne alcun risultato. I deboli reparti corazzati della divisione, raggruppati nel kampfgruppe Sieckenius, che riuscirono a schierarsi a occidente del Don, vennero attaccati il 22 e 23 novembre 1942 dai carri armati sovietici del 4º Corpo carri e del 26º Corpo carri in avvicinamento e furono costretti a battere in ritirata, senza aver potuto arrestare l'avanzata nemica. Entro pochi giorni la 16. Panzer-Division, ridotta a soli 15 panzer, dovette ritornare a est del fiume e quindi rimase anch'essa accerchiata nella gigantesca sacca di Stalingrado insieme a tutte le altre divisioni della 6. Armee del generale Paulus.
Durante il periodo dell'accerchiamento la divisione, ormai senza più carri armati e sempre più dissanguata, condivise i sacrifici e le sofferenze delle altre truppe accerchiate. Il 2 febbraio 1943 il reparto cessava di esistere dopo essere stato completamente distrutto nella sacca al termine della lunga battaglia. Il generale Hube, divenuto comandante del XIV Panzerkorps, aveva in precedenza abbandonato la sacca in aereo (su ordine diretto di Hitler e dell'OKH), mentre il nuovo comandante, generale Günther Angern, sarebbe rimasto ucciso negli ultimi combattimenti prima della resa finale.

### In Italia e sul fronte orientale

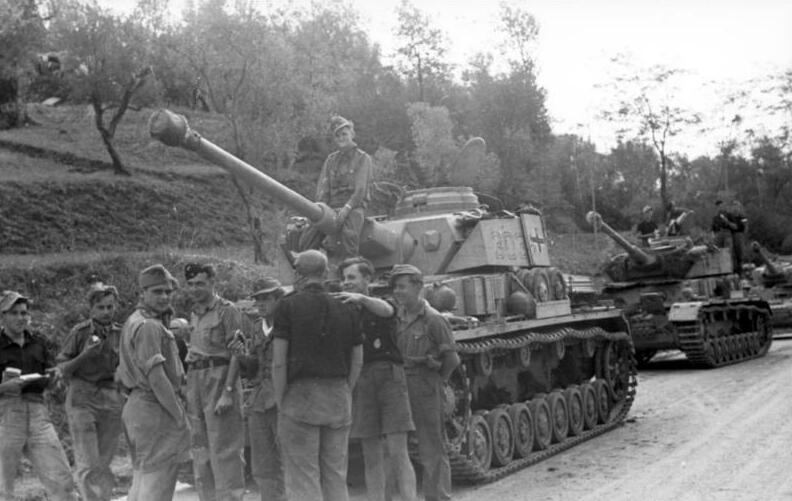
I carri armati della nuova 16. Panzer-Division in Italia Meridionale, settembre 1943

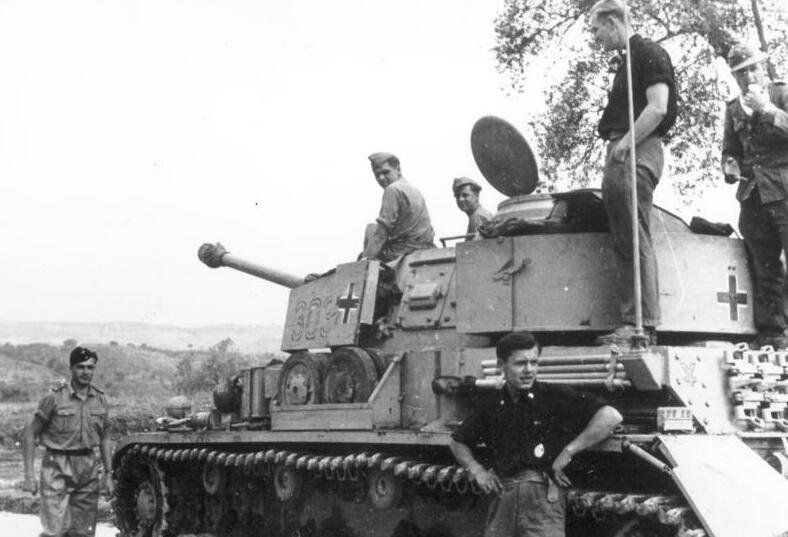
La 16. Panzer-Division in Italia, 1943

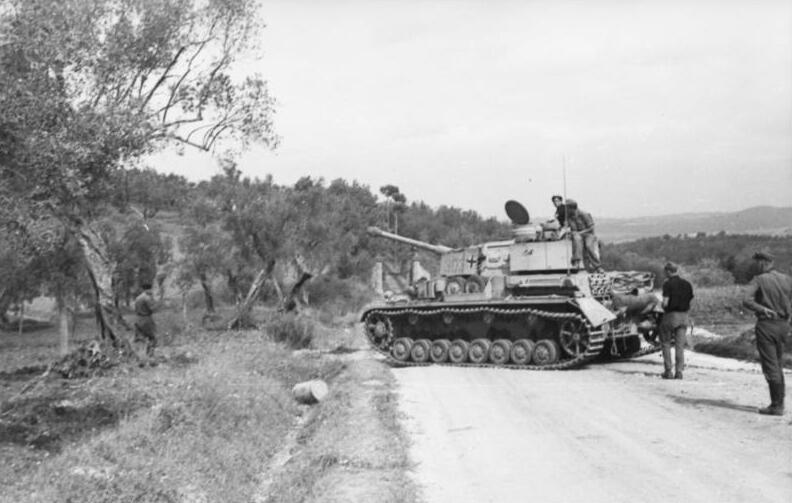
La 16. Panzer-Division in Italia, 1943

Nella primavera 1943 venne organizzata una nuova 16. Panzer-Division, secondo il progetto hitleriano di "resurrezione" (anche a scopi propagandistici) delle formazioni tedesche distrutte a Stalingrado. La divisione, abbastanza incompleta, fu inviata in estate in Italia meridionale per rafforzare le frananti difese dell'Asse nel teatro. Dal 9 settembre 1943 la divisione affrontò lo sbarco alleato di Salerno (dove combatté con abilità), prima di essere inviata di nuovo a est, a rinforzare lo schieramento tedesco sull'immenso fronte orientale.
Da quel momento sarebbe sempre rimasta su questo fronte: venne immediatamente impegnata nel novembre-dicembre 1943 (insieme ad altre divisioni corazzate) nella improvvisata controffensiva tedesca su Žitomir (che ottenne qualche successo momentaneo); nel successivo inverno 1943-1944, la 16. Panzer-Division si batté strenuamente nel tentativo di frenare le continue offensive sovietiche. Grazie all'abilità di soldati e generali, le Panzerdivisionen continuarono a distinguersi, infliggendo perdite e rallentando l'avanzata del nemico.

Nel febbraio 1944 la formazione venne precipitosamente radunata, insieme ad altre tre divisioni corazzate, nel disperato tentativo di sbloccare le cospicue truppe tedesche accerchiate nella sacca di Korsun' (nota anche come sacca di Čerkasy). Furono combattimenti drammatici (in mezzo alla tormenta di neve) che finirono con un fallimento: le forze corazzate non riuscirono a raggiungere le unità intrappolate, e il disperato tentativo di fuga di queste ultime si trasformò in rotta. Solo una parte delle truppe scampò alla morte o alla prigionia.

Dopo questa furiosa battaglia la 16. Panzer-Division, sempre più indebolita, rimase a sua volta accerchiata insieme a tutta la I Armata corazzata (oltre venti divisioni, tra cui le migliori Panzer-Divisionen) nella nuova sacca di Kamenec-Podol'skij. Grazie alla solidità delle truppe e alla energica guida del comandante dell'armata accerchiata (il generale Hans Hube), le formazioni tedesche riuscirono a ritirarsi per decine di chilometri e ad uscire combattendo dalla sacca, perdendo solo una parte del materiale.
Dopo aver raggiunto una miracolosa salvezza, la divisione corazzata venne posta in riserva e riorganizzata per la campagna d'estate.
La formazione corazzata venne assegnata al Gruppo d'armate Ukraina Nord guidato dal generale Model, che venne attaccato il 13 luglio 1944 dalle poderose forze del 1° Fronte Ucraino del maresciallo Konev; la pressione sovietica era insostenibile e, nonostante alcuni contrattacchi tedeschi, le armate corazzate sovietiche proseguirono a valanga in direzione della Vistola. La 16. Panzer-Division fu nuovamente costretta alla ritirata per evitare la distruzione. Ad agosto partecipò con valore alla battaglia per contrastare le teste di ponte costituite dai russi sulla Vistola (a Sandomierz e Baranov).
Dopo alcuni mesi autunnali di tregua, la 16. Panzer-Division fu coinvolta in pieno nella gigantesca offensiva sovietica del gennaio 1945: schierata (insieme alla 17. Panzer-Division del XXIV Panzerkorps) troppo vicino alle prime linee, venne sorpresa dall'artiglieria sovietica e praticamente travolta dalle formazioni corazzate della Guardia nemiche. I resti della divisione accorparono la Panzer-Division Jüterbog, formazione nata il 20 febbraio 1945 e comandata dal Generalleutnant Dietrich von Müller, e si ritirarono verso l'Oder, a Lubań, prima di essere assegnate al Gruppo d'armate Centro in Boemia (regione di Plzeň e Karlovy Vary (marzo-aprile 1945).
Questo sarebbe stato l'ultimo campo di battaglia della 16. Panzer-Division: il Gruppo d'armate Centro, agli ordini del feldmaresciallo Ferdinand Schörner, si arrese per ultimo l'11 maggio 1945, e i resti della divisione (ridotta ad un modesto kampfgruppe) si consegnarono in gran parte all'Armata Rossa (alcuni invece agli americani), per una lunga prigionia in territorio sovietico.

## Ordine di battaglia
Prima formazione (1940-1941)
- Stabs (Quartier generale)
- 16. Schützen-Brigade (16ª brigata di fanteria meccanizzata)
  - 64. Schützen-Regiment (64º reggimento di fanteria meccanizzata)
  - 79. Schützen-Regiment
- 16. Kradschützen-Bataillon (16º battaglione motociclisti)
- 2. Panzer-Regiment (2º reggimento corazzato)
- 16. Artillerie-Regiment (16º reggimento di artiglieria)
- 16. Panzerjäger-Bataillon (16º battaglione cacciacarri)
- 16. Pioneer-Bataillon (16º battaglione del genio militare)
- 16. Nachrichten-Bataillon (16º battaglione comunicazioni)
- 16. Aufklärung-Abteilung (16º battaglione da ricognizione)[17]
- Unità di servizi e supporto

Operazione Blu (1942)
- Stabs
- 64. Panzergrenadier-Regiment (64º reggimento panzergrenadier)
- 79. Panzergrenadier-Regiment
- 16. Kradschützen-Bataillon
- 2. Panzer-Regiment
- 16. Artillerie-Regiment
- 16. Panzerjäger-Bataillon
- 16. Pioneer-Bataillon
- 16. Nachrichten-Bataillon
- Unità di servizi e supporto

Seconda formazione (1943)
- Stabs
- 64. Panzergrenadier-Regiment
- 79. Panzergrenadier-Regiment
- 16. Kradschützen-Bataillon
- 2. Panzer-Regiment
- 16. Artillerie-Regiment
- Unità di servizi e supporto

aprile 1944.
- Stabs
- 2. Panzer-Regiment
- 64. Panzergrenadier-Regiment
- 16. Panzerjager-Bataillon
- 16. Panzer-Aufklärung-Abteilung (16º battaglione da ricognizione corazzato)
- 16. Artillerie-Regiment
- 16. Nachrichten-Bataillon
- 16. Pioneer-Bataillon
- Unità di servizi e supporto

## Decorazioni
Il soldato Franz Saller fu l'unico membro della divisione a vedersi riconosciuta la spilla d'oro per il combattimento corpo a corpo, in data 15 ottobre 1944. Ad altri 158 membri venne assegnata la Croce Tedesca d'oro e ad altri 4 quella d'argento. Il numero dei combattenti che si poterono vantare di aver ricevuto la spilla d'onore dell'esercito era invece 25, mentre altri 35 ottennero la Croce di Cavaliere della Croce di Ferro, di cui tre con Fronde di Quercia e una con Fronde di Quercia e Spade.

## Comandanti
Prima formazione
| Nome               | Grado           | Inizio            | Fine              |
| Hans-Valentin Hube | Generalleutnant | 1º novembre 1940  | 15 settembre 1942 |
| Günther Angern     | Generalmajor    | 15 settembre 1942 | 2 febbraio 1943   |

Seconda formazione
| Nome                       | Grado           | Inizio           | Fine             |
| Burkhart Müller-Hillebrand | Oberstleutnant  | 2 febbraio 1943  | 4 maggio 1943    |
| Rudolf Sieckenius          | Oberst          | 5 maggio 1943    | 31 maggio 1943   |
| Rudolf Sieckenius          | Generalmajor    | 1º giugno 1943   | 1º novembre 1943 |
| Hans-Ulrich Back           | Oberst          | 1º novembre 1943 | 30 gennaio 1944  |
| Hans-Ulrich Back           | Generalmajor    | 31 gennaio 1944  | 11 agosto 1944   |
| Dietrich von Müller        | Generalmajor    | 12 agosto 1944   | 30 novembre 1944 |
| Theodor Kretschmer         | Oberst          | 1º dicembre 1944 | 31 gennaio 1945  |
| Dietrich von Müller        | Generalleutnant | 2 febbraio 1945  | 31 marzo 1945    |
| Albrecht Aschoff           | Oberst          | 1º aprile 1945   | 18 aprile 1945   |
| Kurt Treuhaupt             | Oberst          | 19 aprile 1945   | 8 maggio 1945    |

Dati tratti da: